# Seifuku no Mannequin
„Seifuku no Mannequin” (jap. 制服のマネキン Seifuku no manekin) – czwarty singel japońskiego zespołu Nogizaka46, wydany w Japonii 19 grudnia 2012 roku przez N46Div..
Singel został wydany w pięciu edycjach: regularnej (CD), anime i trzech CD+DVD (Type-A, Type-B, Type-C). Osiągnął 1 pozycję w rankingu Oricon i pozostał na liście przez 58 tygodni, sprzedał się w nakładzie 313 532 egzemplarzy i zdobył status platynowej płyty.
Piosenka „Yubi bōenkyō” została wykorzystana jako ending anime Magi: The Labyrinth of Magic.

## Lista utworów
Wszystkie utwory zostały napisane przez Yasushiego Akimoto.

### Type-A
| CD | CD                                                                             | CD                 | CD               | CD      |
| Nr | Tytuł utworu                                                                   | Kompozycja         | Aranżacja        | Długość |
| -- | ------------------------------------------------------------------------------ | ------------------ | ---------------- | ------- |
| 1. | „Seifuku no Mannequin” (jap. 制服のマネキン)                                   | Katsuhiko Sugiyama | Hajime Hyakkoku  | 4:23    |
| 2. | „Yubi bōenkyō” (jap. 指望遠鏡)                                                 | Ryōma Kitamuro     | Yuki Kimura      | 3:22    |
| 3. | „Yasashisa nara ma ni atteru” (jap. やさしさなら間に合ってる)                  | Jun'ichi Matsuda   | Takehito Shimizu | 4:32    |
| 4. | „Seifuku no Mannequin” (jap. 制服のマネキン) (off vocal ver.)                  | Katsuhiko Sugiyama | Hajime Hyakkoku  | 4:23    |
| 5. | „Yubi bōenkyō” (jap. 指望遠鏡) (off vocal ver.)                                | Ryōma Kitamuro     | Yuki Kimura      | 3:22    |
| 6. | „Yasashisa nara ma ni atteru” (jap. やさしさなら間に合ってる) (off vocal ver.) | Jun'ichi Matsuda   | Takehito Shimizu | 4:32    |

| DVD | DVD | DVD     |
| Nr  | Tytuł utworu | Długość |
| --- | --- | ------- |
| 1.  | „Seifuku no Mannequin -MUSIC VIDEO-” (jap. 制服のマネキン -MUSIC VIDEO-) | 4:54    |
| 2.  | „Yubi bōenkyō -MUSIC VIDEO-” (jap. 指望遠鏡 -MUSIC VIDEO-) | 4:26    |
| 3.  | „Nigate kokufuku! Ashita e no ippo! Kojin PV (Andō Mikumo, Ikoma Rina, Itō Nene, Inoue Sayuri, Kawago Hina, Saitō Chiharu, Shiraishi Mai, Nagashima Seira, Fukagawa Mai, Yamato Rina, Wakatsuki Yumi)” (jap. 苦手克服！明日への一歩！個人PV) |         |

### Type-B
| CD | CD                                                             | CD                 | CD              | CD      |
| Nr | Tytuł utworu                                                   | Kompozycja         | Aranżacja       | Długość |
| -- | -------------------------------------------------------------- | ------------------ | --------------- | ------- |
| 1. | „Seifuku no Mannequin” (jap. 制服のマネキン)                   | Katsuhiko Sugiyama | Hajime Hyakkoku | 4:23    |
| 2. | „Yubi bōenkyō” (jap. 指望遠鏡)                                 | Ryōma Kitamuro     | Yuki Kimura     | 3:22    |
| 3. | „Koko janai dokoka” (jap. ここじゃないどこか)                  | Fumi Ōtō           | Seiichi Kyōda   | 3:37    |
| 4. | „Seifuku no Mannequin” (jap. 制服のマネキン) (off vocal ver.)  | Katsuhiko Sugiyama | Hajime Hyakkoku | 4:23    |
| 5. | „Yubi bōenkyō” (jap. 指望遠鏡) (off vocal ver.)                | Ryōma Kitamuro     | Yuki Kimura     | 3:22    |
| 6. | „Koko janai dokoka” (jap. ここじゃないどこか) (off vocal ver.) | Fumi Ōtō           | Seiichi Kyōda   | 3:37    |

| DVD | DVD | DVD     |
| Nr  | Tytuł utworu | Długość |
| --- | --- | ------- |
| 1.  | „Seifuku no Mannequin -MUSIC VIDEO-” (jap. 制服のマネキン -MUSIC VIDEO-) | 4:54    |
| 2.  | „Koko janai dokoka -MUSIC VIDEO-” (jap. ここじゃないどこか -MUSIC VIDEO-) | 4:40    |
| 3.  | „Nigate kokufuku! Ashita e no ippo! Kojin PV (Akimoto Manatsu, Itō Marika, Etō Misa, Kawamura Mahiro, Nakada Kana, Nakamoto Himeka, Nishino Nanase, Hatanaka Seira, Matsumura Sayuri, Miyazawa Seira)” (jap. 苦手克服！明日への一歩！個人PV) |         |

### Type-C
| CD | CD                                                            | CD                 | CD              | CD      |
| Nr | Tytuł utworu                                                  | Kompozycja         | Aranżacja       | Długość |
| -- | ------------------------------------------------------------- | ------------------ | --------------- | ------- |
| 1. | „Seifuku no Mannequin” (jap. 制服のマネキン)                  | Katsuhiko Sugiyama | Hajime Hyakkoku | 4:23    |
| 2. | „Yubi bōenkyō” (jap. 指望遠鏡)                                | Ryōma Kitamuro     | Yuki Kimura     | 3:22    |
| 3. | „Haru no Melody” (jap. 春のメロディー)                        | Takafumi Fujino    | Atsushi Yuasa   | 4:47    |
| 4. | „Seifuku no Mannequin” (jap. 制服のマネキン) (off vocal ver.) | Katsuhiko Sugiyama | Hajime Hyakkoku | 4:23    |
| 5. | „Yubi bōenkyō” (jap. 指望遠鏡) (off vocal ver.)               | Ryōma Kitamuro     | Yuki Kimura     | 3:22    |
| 6. | „Haru no Melody” (jap. 春のメロディー) (off vocal ver.)       | Takafumi Fujino    | Atsushi Yuasa   | 4:47    |

| DVD | DVD | DVD     |
| Nr  | Tytuł utworu | Długość |
| --- | --- | ------- |
| 1.  | „Seifuku no Mannequin -MUSIC VIDEO-” (jap. 制服のマネキン -MUSIC VIDEO-) | 4:54    |
| 2.  | „Haru no Melody -MUSIC VIDEO-” (jap. 春のメロディー -MUSIC VIDEO-) | 5:02    |
| 3.  | „Nigate kokufuku! Ashita e no ippo! Kojin PV (Ikuta Erika, Ichiki Rena, Saito Asuka, Saitō Yūri, Sakurai Reika, Takayama Kazumi, Nōjo Ami, Hashimoto Nanami, Higuchi Hina, Hoshino Minami, Wada Maaya)” (jap. 苦手克服！明日への一歩！個人PV) |         |

### Edycja regularna
| CD | CD                                                            | CD                 | CD              | CD      |
| Nr | Tytuł utworu                                                  | Kompozycja         | Aranżacja       | Długość |
| -- | ------------------------------------------------------------- | ------------------ | --------------- | ------- |
| 1. | „Seifuku no Mannequin” (jap. 制服のマネキン)                  | Katsuhiko Sugiyama | Hajime Hyakkoku | 4:23    |
| 2. | „Yubi bōenkyō” (jap. 指望遠鏡)                                | Ryōma Kitamuro     | Yuki Kimura     | 3:22    |
| 3. | „Shibuya Blues” (jap. 渋谷ブルース)                           | Yoshinori Satō     | Yoshinori Satō  | 4:50    |
| 4. | „Seifuku no Mannequin” (jap. 制服のマネキン) (off vocal ver.) | Katsuhiko Sugiyama | Hajime Hyakkoku | 4:23    |
| 5. | „Yubi bōenkyō” (jap. 指望遠鏡) (off vocal ver.)               | Ryōma Kitamuro     | Yuki Kimura     | 3:22    |
| 6. | „Shibuya Blues” (jap. 渋谷ブルース) (off vocal ver.)          | Yoshinori Satō     | Yoshinori Satō  | 4:50    |

### Edycja anime
| CD | CD                                                            | CD                 | CD              | CD      |
| Nr | Tytuł utworu                                                  | Kompozycja         | Aranżacja       | Długość |
| -- | ------------------------------------------------------------- | ------------------ | --------------- | ------- |
| 1. | „Seifuku no Mannequin” (jap. 制服のマネキン)                  | Katsuhiko Sugiyama | Hajime Hyakkoku | 4:23    |
| 2. | „Yubi bōenkyō” (jap. 指望遠鏡)                                | Ryōma Kitamuro     | Yuki Kimura     | 3:22    |
| 3. | „Yubi bōenkyō ~Anime-ban~” (jap. 指望遠鏡 〜アニメ版〜)       | Ryōma Kitamuro     | Yuki Kimura     | 3:22    |
| 4. | „Seifuku no Mannequin” (jap. 制服のマネキン) (off vocal ver.) | Katsuhiko Sugiyama | Hajime Hyakkoku | 4:23    |
| 5. | „Yubi bōenkyō” (jap. 指望遠鏡) (off vocal ver.)               | Ryōma Kitamuro     | Yuki Kimura     | 3:22    |

## Skład zespołu
| „Seifuku no Mannequin” |
| --- |
| - 1. gen.: Manatsu Akimoto, Erika Ikuta, Rina Ikoma (środek), Rena Ichiki, Sayuri Inoue, Asuka Saitō, Reika Sakurai, Mai Shiraishi, Kazumi Takayama, Nanase Nishino, Ami Nōjo, Nanami Hashimoto, Mai Fukagawa, Minami Hoshino, Sayuri Matsumura, Yumi Wakatsuki |

| „Yubi bōenkyō” |
| --- |
| - 1. gen.: Manatsu Akimoto, Erika Ikuta, Rina Ikoma (środek), Rena Ichiki, Sayuri Inoue, Asuka Saitō, Reika Sakurai, Mai Shiraishi, Kazumi Takayama, Nanase Nishino, Ami Nōjo, Nanami Hashimoto, Mai Fukagawa, Minami Hoshino, Sayuri Matsumura, Yumi Wakatsuki |

| „Yasashisa nara ma ni atteru” |
| --- |
| - 1. gen.: Rena Ichiki, Sayuri Inoue, Asuka Saitō, Kazumi Takayama (środek), Nanase Nishino, Ami Nōjo (środek), Mai Fukagawa, Yumi Wakatsuki |

| „Koko janai dokoka”                                |
| -------------------------------------------------- |
| - 1. gen.: Erika Ikuta, Rina Ikoma, Minami Hoshino |

| „Haru no Melody” |
| --- |
| - 1. gen.: Mikumo Andō, Nene Itō, Marika Itō, Misa Etō, Yukina Kashiwa, Hina Kawago, Mahiro Kawamura, Chiharu Saitō, Yūri Saitō, Seira Nagashima, Kana Nakada (środek), Himeka Nakamoto, Seira Hatanaka, Hina Higuchi, Rina Yamato, Yumi Wakatsuki |

| „Shibuya Blues”                           |
| ----------------------------------------- |
| - 1. gen.: Mai Shiraishi, Kazumi Takayama |

## Notowania
| Lista                              | Pozycja |
| ---------------------------------- | ------- |
| Oricon Weekly Singles Chart        | 1       |
| Oricon Yearly Singles Chart (2013) | 21      |
| Billboard Japan Hot 100            | 1       |
| Billboard Japan Hot Singles Sales  | 1       |